# Anna von Planta
Anna von Planta (Alexandrië, 21 november 1858 - Fürstenau, 7 oktober 1934) was een Zwitserse filantrope.

## Biografie
Anna von Planta was een dochter van Jacques Ambrosius von Planta en een zus van Rudolf Alexander von Planta. Ze bracht haar jeugd door tussen haar geboorteplaats Alexandrië in het kedivaat Egypte en het kanton Graubünden in Zwitserland. Ze woonde in Chur en vanaf 1867 in Sankt Moritz, maar verbleef ook in Bazel, Frankfurt am Main, Florence en ook in Rome, waar ze bevriend geraakte met de Italiaanse kunstschilder Giovanni Segantini. In 1900 opende ze in Lürlibad, net buiten Chur, een revalidatiecentrum voor arme kinderen in een bijgebouw van haar familiale villa. In 1916 schonk ze twee gebouwen aan het kanton Graubünden om er een kantonnale materniteit in te vestigen, waardoor ze een grote bijdrage leverde in de oprichting en uitbouw van het kantonnaal hospitaal. Tegen het einde van haar leven verbleef ze in Genève, om zich uiteindelijk vanaf 1934 opnieuw te vestigen in Fürstenau, waar ze later dat jaar overleed.